# Centre de ressources, d'expertise et de performance sportive
Ne pas confondre avec la Compagnie de recherche et d'exploitation de pétrole au Sahara (CREPS) ; voir Bureau de recherche de pétrole.
Les centres de ressources, d'expertise et de performance sportive (ou CREPS /kʁɛps/)  sont des établissements publics locaux de formation placés sous tutelle de l'État et des régions. Leurs missions sont les suivantes : formation initiale et continue des animateurs et des entraineurs dans les domaines du sport, de la jeunesse et de l’éducation populaire ; accueil des sportifs de haut niveau pour le développement de leur double projet de réussite sportive et éducative ou professionnelle ; accueil et accompagnement des sportifs régionaux ; promotion du sport santé et du sport pour tous.

## Histoire
C'est l'homme politique français Léo Lagrange qui en lance l'idée en 1939. Jean Borotra la concrétise sous le gouvernement de Vichy et crée les Centres régionaux d'éducation générale et sportive (CREGS) par une loi du 21 mars 1941. Cela conduit à l'ouverture de 21 CREGS.
Rebaptisés en 1945 CREPS : Centres régionaux d’éducation physique et sportive, ils sont placés sous la tutelle du ministère de la Jeunesse et des Sports, et de l'Éducation nationale jusqu'en 1984. Ils participent alors à la formation des professeurs d'éducation physique et sportive.
En 1986, le décret no 86-581 du 14 mars 1986 leur confère le nom de Centre d'éducation populaire et de sport, et précise leurs missions et leur organisation.
Début 2009, il y avait 24 établissements, presque un par région de France métropolitaine et deux en outre-mer. Dans le cadre de la révision générale des politiques publiques, huit CREPS ont été dissous, une partie des missions de certains d'entre eux étant transférée à d'autres organismes, voire abandonnée. Les sites sur lesquels se faisait l'activité des CREPS ont été pris en charge par les collectivités territoriales.
Par le décret no 2011-630 du 3 juin 2011, les CREPS subsistants ont pris le nom de Centres de ressources, d'expertise et de performance sportive. Ils reprennent les missions du service à compétence nationale « Préparation olympique et paralympique »,  créées en 2007.

## Missions
Les missions des CREPS sont définies par l'article D.211-69 du code du sport : 
- Ils participent à la formation et à la préparation sportive des sportifs de haut niveau, en constituant des centres nationaux permanents d'entrainement. Ils peuvent être chargés de concilier l'activité sportive avec la poursuite d'activités scolaires, de formation ou professionnelles et d'apporter des services à ces sportifs, notamment d'hébergement.
- Ils participent à la formation professionnelle, initiale et continue, dans les domaines des activités physiques et sportives et de l'animation socioculturelle. Cette activité peut être menée sous forme de « structures conjointes de formation », notamment avec les directions régionales de la Jeunesse, des Sports et de la Cohésion sociale.
- Ils peuvent aussi contribuer à l'animation sportive régionale, participer à la formation des agents des différentes collectivités publiques et des cadres bénévoles ou permanents des associations et des fédérations sportives, délivrer des diplômes non professionnels dans les secteurs des activités physiques et de l'animation.
- Ils peuvent être chargés de vérifier les aptitudes des personnes qui, sans être titulaires du diplôme requis, souhaitent enseigner une pratique sportive à titre onéreux.

Les CREPS participent au réseau national du sport de haut niveau, et peuvent à ce titre être chargés d'entreprendre des actions d'études, de recherche et de documentation et de contribuer à la coopération européenne et internationale.

## Liste des CREPS
Il existe 17 centres de ressources, d'expertise et de performance sportive (CREPS) dont 15 en métropole.
- CREPS Auvergne-Rhône-Alpes Vallon-Pont-d'Arc - Voiron - Lyon sur trois sites géographiques dont le siège administratif est à Vallon-Pont-d'Arc
- CREPS Auvergne-Rhône-Alpes Vichy à Bellerive-sur-Allier
- CREPS des Antilles et de la Guyane aux Abymes
- CREPS Bordeaux à Talence
- CREPS Bourgogne-Franche-Comté sur deux sites, à Besançon et Dijon
- CREPS Centre-Val de Loire à Bourges
- CREPS d'Île-de-France à Châtenay-Malabry
- CREPS Montpellier sur deux sites, à Montpellier et Font-Romeu
- CREPS Nancy à Essey-lès-Nancy
- CREPS PACA sur trois sites géographiques à Aix-en-Provence, Antibes et Saint-Raphaël
- CREPS Pays de la Loire[5] à Nantes
- CREPS Poitiers à Vouneuil-sous-Biard
- CREPS Reims à Reims
- CREPS Réunion à Sainte-Clotilde
- CREPS Strasbourg à Strasbourg
- CREPS Toulouse à Toulouse
- CREPS Wattignies à Wattignies

## Anciens CREPS
- CREPS Ajaccio à Ajaccio
- CREPS de Clermont-Ferrand à Clermont-Ferrand
- CREPS Bretagne à Dinard
- CREPS Franche-Comté à Doucier : le Centre national de ski nordique est rattaché à l'École nationale des sports de montagne
- CREPS Houlgate à Houlgate
- CREPS du Limousin à Limoges
- CREPS Mâcon à Mâcon
- CREPS de Picardie à Amiens